# Naresh (ville)
Selon d'anciennes sources juives, Naresh ou Nareš était une ville de Babylonie, située près de Soura sur un canal. Il pourrait s'agir de la ville de Nahras ou Nahar Sar sur le Tigre. Elle est mentionnée avec Maḥuza, Safonia et Pumbedita, bien qu'il ne faut pas en déduire que ces villes étaient proches les unes des autres. Elle était probablement situé à 20 km au sud-est de Sura, dans le village moderne de Narsa, dans la région de Hilla. Cette localité est mentionnée par exemple dans le Talmud.